# 제러마이아 호록스

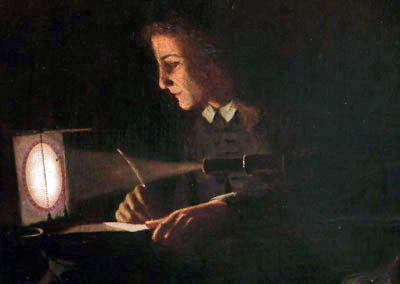
제러마이아 호록스

제러마이아 호록스(Jeremiah Horrocks, 1618년 ~ 1641년 1월 3일)는 영국의 천문학자로, 금성 일면통과의 첫 번째 관찰자이다.